# East Tawas
Pour les articles homonymes, voir Tawas.
East Tawas est une ville du comté de Iosco dans l'état du Michigan aux États-Unis.
En 2010 la population était de 2 808 habitants.
Situé sur la rive du Lac Huron, on y trouve le Phare de Tawas Point.